# Holcobius mysticus
Holcobius mysticus är en skalbaggsart som beskrevs av Ford 1955. Holcobius mysticus ingår i släktet Holcobius och familjen trägnagare. Inga underarter finns listade i Catalogue of Life.